# The Long Goodbye (álbum de Riz Ahmed)
The Long Goodbye é o segundo álbum de estúdio do artista britânico Riz Ahmed. Foi lançado por intermédio de sua própria gravadora Mongrel Records em 6 de março de 2020. É um álbum conceptual e foi produzido por Redinho. O projeto inclui colaborações com a mãe de Ahmed, assim como as de Mindy Kaling, Mahershala Ali, Yara Shahidi, Asim Chaudhry, Hasan Minhaj e Jay Sean. "Mogambo" foi lançado como o primeiro e único single do álbum em 3 de outubro de 2018.
O projeto foi procedido por um curta-metragem de mesmo nome dirigido por Aneil Karia, que venceu o Óscar da Academia de Melhor Curta-Metragem em Live Action na 94ª cerimônia.

## Conceito
The Long Goodbye é um álbum conceptual sobre o relacionamento histórico e contemporâneo do Reino Unido com sul-asiáticos e asiático-britânicos, enquadrado por meio da metáfora estendida de um relacionamento romântico abusivo após a saída do Reino Unido da União Europeia e a ascensão da extrema-direita na Grã-Bretanha.

## Análise da crítica
| Críticas profissionais | Críticas profissionais |
| Pontuações agregadas   | Pontuações agregadas   |
| Fonte                  | Avaliação              |
| ---------------------- | ---------------------- |
| AnyDecentMusic?        | 7.8/10                 |
| Metacritic             | 83/100                 |
| Avaliações da crítica  |                        |
| Fonte                  | Avaliação              |
| Clash                  | 9/10                   |
| The Daily Telegraph    | [ 14 ]                 |
| Evening Standard       | [ 18 ]                 |
| The Guardian           | [ 19 ]                 |
| Loud and Quiet         | 8/10                   |
| MusicOMH               | [ 11 ]                 |
| NME                    | [ 7 ]                  |
| The Observer           | [ 12 ]                 |
| Pitchfork              | 7.4/10                 |

No Metacritic, que atribui uma classificação normalizada de 100 a críticas de publicações populares, o álbum recebeu uma média ponderada de 83 baseada em 7 avaliações, indicando "aclamação universal".
Jake Hawkes da Clash descreveu o álbum como "um golpe curto e rápido contra o racismo da sociedade britânica". Alexis Petridis do The Guardian escreveu, "O hip-hop do Reino Unido e os álbuns que lamentam o estado atual das coisas são dois mercados lotados: The Long Goodbye é potente, original e oportuno o suficiente para se destacar em ambos". Dhruva Balram da NME comentou que "o álbum é em grande parte uma declaração vital de um artista talentoso e multifacetado".
Na 94º edição do Óscar da Academia, o filme baseado no álbum venceu na categoria Melhor Curta-Metragem em Live Action.

## Alinhamento das faixas
| Lista de faixas de The Long Goodbye |                                        |         |  |
| N.º                                 | Título                                 | Duração |  |
| 1.                                  | "The Breakup (Shikwa)"                 | 3:30    |  |
| 2.                                  | "Toba Tek Singh"                       | 3:03    |  |
| 3.                                  | "Mindy: Take Half"                     | 0:16    |  |
| 4.                                  | "Fast Lava"                            | 1:57    |  |
| 5.                                  | "Ammi: Come Home"                      | 0:25    |  |
| 6.                                  | "Any Day" (com Jay Sean)               | 2:47    |  |
| 7.                                  | "Mahershala: Don't Do Anything Stupid" | 0:29    |  |
| 8.                                  | "Can I Live"                           | 2:48    |  |
| 9.                                  | "Yara: Look Inside"                    | 0:24    |  |
| 10.                                 | "Where You From"                       | 2:04    |  |
| 11.                                 | "Mogambo"                              | 2:20    |  |
| 12.                                 | "Chabuddy: Go Southall"                | 0:20    |  |
| 13.                                 | "Deal with It"                         | 2:31    |  |
| 14.                                 | "Hasan: Rush Hour 2"                   | 0:54    |  |
| 15.                                 | "Karma"                                | 3:09    |  |
| Duração total:                      | Duração total:                         | 26:58   |  |

## Desempenho comercial
| Tabela (2020)                             | Melhor posição |
| ----------------------------------------- | -------------- |
| Reino Unido R&B (Official Charts Company) | 24             |